# Phyllocnistis
Phyllocnistis là một chi bướm đêm thuộc họ Gracillariidae.

## Các loài
- Phyllocnistis abatiae E. M. Hering, 1958
- Phyllocnistis acmias Meyrick, 1906
- Phyllocnistis ampelopsiella Chambers, 1871
- Phyllocnistis amydropa Meyrick, 1934
- Phyllocnistis argentella (Bradley, 1957)
- Phyllocnistis argothea Meyrick, 1933
- Phyllocnistis atractias Meyrick, 1906
- Phyllocnistis atranota Meyrick, 1906
- Phyllocnistis aurilinea Zeller, 1877
- Phyllocnistis baccharidis E. M. Hering, 1958
- Phyllocnistis bourquini Pastrana, 1960
- Phyllocnistis breynilla Liu & Zeng, 1989
- Phyllocnistis canariensis M. Hering, 1927
- Phyllocnistis cassiella Ghesquière, 1940
- Phyllocnistis chlorantica Seksyaeva, 1992
- Phyllocnistis chrysophthalma Meyrick, 1915
- Phyllocnistis cirrhophanes Meyrick, 1915
- Phyllocnistis citrella Stainton, 1856
- Phyllocnistis citronympha Meyrick, 1926
- Phyllocnistis cornella Ermolaev, 1987
- Phyllocnistis diaugella Meyrick, 1880
- Phyllocnistis dichotoma Turner, 1947
- Phyllocnistis diplomochla Turner, 1923
- Phyllocnistis dorcas Meyrick, 1915
- Phyllocnistis drimiphaga Kawahara, Nishida & Davis, 2009
- Phyllocnistis echinodes Meyrick, 1926
- Phyllocnistis embeliella Liu & Zeng, 1989
- Phyllocnistis endoxa Meyrick, 1926
- Phyllocnistis ephimera Turner, 1926
- Phyllocnistis eurymochla Turner, 1923
- Phyllocnistis exaeta Meyrick, 1926
- Phyllocnistis exiguella van Deventer, 1904
- Phyllocnistis extrematrix Martynova, 1955
- Phyllocnistis finitima Braun, 1927
- Phyllocnistis habrochroa Meyrick, 1915
- Phyllocnistis hagnopa Meyrick, 1920
- Phyllocnistis hapalodes Meyrick, 1906
- Phyllocnistis helicodes Meyrick, 1916
- Phyllocnistis humiliella van Deventer, 1904
- Phyllocnistis hyperbolacma (Meyrick, 1931)
- Phyllocnistis insignis Frey & Boll, 1876
- Phyllocnistis intermediella Busck, 1900
- Phyllocnistis iodocella Meyrick, 1880
- Phyllocnistis labyrinthella (Bjerkander, 1790)
- Phyllocnistis leptomianta Turner, 1923
- Phyllocnistis liquidambarisella Chambers, 1875
- Phyllocnistis liriodendronella Clemens, 1863
- Phyllocnistis loxosticha Bradley, 1965
- Phyllocnistis lucernifera Meyrick, 1935
- Phyllocnistis magnatella Zeller, 1873
- Phyllocnistis magnoliaeella Chambers, 1878
- Phyllocnistis maxberryi Kawahara, Nishida & Davis, 2009
- Phyllocnistis meliacella Becker, 1974
- Phyllocnistis micrographa Meyrick, 1916
- Phyllocnistis minimella van Deventer, 1904
- Phyllocnistis nepenthae M. Hering, 1931
- Phyllocnistis nymphidia Turner, 1947
- Phyllocnistis oxyopa Meyrick, 1918
- Phyllocnistis pharetrucha Meyrick, 1921
- Phyllocnistis phrixopa Meyrick, 1926
- Phyllocnistis populiella Chambers, 1875
- Phyllocnistis psychina Meyrick, 1906
- Phyllocnistis puyehuensis Davis, 1994
- Phyllocnistis ramulicola Langmaid & Corley, 2007
- Phyllocnistis rotans Meyrick, 1915
- Phyllocnistis saligna (Zeller, 1839)
- Phyllocnistis sciophanta Meyrick, 1915
- Phyllocnistis selenopa Meyrick, 1915
- Phyllocnistis sexangula Meyrick, 1915
- Phyllocnistis signata Meyrick, 1915
- Phyllocnistis spatulata Meyrick, 1928
- Phyllocnistis stereograpta Meyrick, 1934
- Phyllocnistis symphanes Meyrick, 1926
- Phyllocnistis synglypta Meyrick, 1918
- Phyllocnistis tectonivora Meyrick, 1936
- Phyllocnistis temperatior Meyrick, 1936
- Phyllocnistis titania Meyrick, 1928
- Phyllocnistis toparcha Meyrick, 1918
- Phyllocnistis triortha Meyrick, 1906
- Phyllocnistis triploca Meyrick, 1928
- Phyllocnistis tropaeolicola Kawahara, Nishida & Davis, 2009
- Phyllocnistis unipunctella (Stephens, 1834)
- Phyllocnistis valentinensis M. Hering, 1936
- Phyllocnistis vitegenella Clemens, 1859
- Phyllocnistis vitella Ermolaev, 1987
- Phyllocnistis vitifoliella Chambers, 1871
- Phyllocnistis voutei M. Hering, 1932
- Phyllocnistis wampella Liu & Zeng, 1985
- Phyllocnistis wygodzinskyi E. M. Hering, 1958
- Phyllocnistis xenia M. Hering, 1936